# ياروسلاف سيرديوك
ياروسلاف سيرديوك (بالأوكرانية: Сердюк Ярослав Васильович)‏ هو لاعب كرة قدم أوكراني في مركز الوسط، ولد في 21 يونيو 1990 في تشرنيغوف في أوكرانيا. لعب مع FC Zhemchuzhina Yalta ‏.

## وصلات خارجية
- ياروسلاف سيرديوك على موقع اتحاد أوكرانيا (الإنجليزية)
- ياروسلاف سيرديوك على موقع قاعدة بيانات كرة القدم.إي يو (الإنجليزية)
- ياروسلاف سيرديوك على موقع Soccerway.com (الإنجليزية)